# Jan Furtok
Jan Furtok (født 9. marts 1962 i Katowice, død 26. november 2024) var en polsk fodboldspiller (angriber).
Furtok spillede en stor del af sin karriere i Tyskland, hvor han var på kontrakt hos henholdsvis Hamburger SV og Eintracht Frankfurt. Han tilbragte desuden en årrække i hjemlandet hos GKS Katowice, hvor han efter sit karrierestop også kortvarigt var træner.
Han spillede desuden 36 kampe og scorede 10 mål for det polske landshold. Hans debutkamp var en venskabskamp mod Irland den 23. maj 1984 i Dublin, mens hans sidste optræden i landsholdstrøjen var en VM-kvalifikationskamp 8. september 1993 på udebane mod England.
Furtok repræsenterede Polen ved VM i 1986 i Mexico. Her spillede han én af holdets fire kampe i turneringen, hvor polakkerne blev slået ud i 1/8-finalen.